# Liste der Bodendenkmäler in Windeck
Die Liste der Bodendenkmäler in Windeck enthält die denkmalgeschützten unterirdischen baulichen Anlagen, Reste oberirdischer baulicher Anlagen, Zeugnisse tierischen und pflanzlichen Lebens und paläontologischen Reste auf dem Gebiet der Gemeinde Windeck im Rhein-Sieg-Kreis in Nordrhein-Westfalen (Stand: September 2020). Diese Bodendenkmäler sind in Teil B der Denkmalliste der Gemeinde Windeck eingetragen; Grundlage für die Aufnahme ist das Denkmalschutzgesetz Nordrhein-Westfalen (DSchG NRW).
| Bild | Bezeichnung                                                                   | Lage                                                                         | Beschreibung | Bauzeit | Eingetragen seit | Denkmal- nummer |
| ---- | ----------------------------------------------------------------------------- | ---------------------------------------------------------------------------- | ------------ | ------- | ---------------- | --------------- |
|      | Höhensperre, Hohlweg                                                          | Dattenfeld ca. 1 km nordwestl. v. Roth (Rossel)                              |              |         | 12.12.1983       | 1               |
|      | Mittelalterl. Landwehr                                                        | Höhe ca. 650 m nördl. v. Gutmannseichen                                      |              |         | 10.01.1985       | 2               |
|      | Höhensperre, Hohlweg                                                          | Dattenfeld ca. 1 km nordwestl. v. Roth (Rossel)                              |              |         | 22.05.1985       | 3               |
|      | Mittelalterl. Hangmotte                                                       | Dattenfeld ca. 200 m südöstl. v. Haus Schöneck                               |              |         | 20.06.1985       | 4               |
|      | Neuzeitl. Meilerplatz                                                         | Windeck ca. 1 km nördlich von Schladern und ca. 1 km westlich von Gierzhagen |              |         | 30.10.1985       | 5               |
|      | Mittelalterl. Landwehr                                                        | Leuscheid ca. 700 m südlich von Oberalsen                                    |              |         | 17.03.1986       | 6               |
|      | Mittelalterl. Bergmotte                                                       | Rosbach südlich von Schladern                                                |              |         | 29.04.1986       | 7               |
|      | Höhenmotte                                                                    | Rosbach zwischen Gansau und Eich                                             |              |         | 30.06.1986       | 8               |
|      | Abschnittsbefestigung                                                         | Leuscheid ca. 2 km südöstlich von Stromberg                                  |              |         | 01.07.1986       | 9               |
|      | Kreisgraben mit Wall                                                          | Windeck ca. 700 m westlich/südwestl. v. Höhnrath                             |              |         | 01.07.1986       | 10              |
|      | Mittelalterl. Abschnittsbefestigung                                           | Herchen,nach FlBer.Leuscheid ca. 1.200 m südöstl. v. Stromberg               |              |         | 01.07.1986       | 11              |
|      | Mittelalterl. Landwehr                                                        | Leuscheid ca. 1.600 m südwestl. v. Alsen                                     |              |         | 01.07.1986       | 12              |
|      | Burggelände an der Burg Windeck                                               | Windeck Altwindeck                                                           |              |         | 21.11.1986       | 13              |
|      | Mittelalterl. Höhenmotte                                                      | Windeck ca. 300 m östl. v. Altwindeck                                        |              |         | 23.03.1987       | 14              |
|      | Gelände an der Burg Mauel                                                     | Rosbach Mauel                                                                |              |         | 23.03.1987       | 15              |
|      | Mittelalterl. Niederungsmotte                                                 | Dattenfeld ca. 400 m nördl. v. Dattenfeld                                    |              |         | 03.07.1987       | 16              |
|      | Schmelzstätte, Köhlerplatte                                                   | Windeck ca. 600 m nördl. v. Altwindeck                                       |              |         | 04.01.1988       | 17              |
|      | Schmelzstätte, Meiler, Schlackenhallen                                        | Dattenfeld ca. 1,8 km nordwestl. v. Altwindeck                               |              |         | 02.02.1988       | 18              |
|      | Pingenfeld, Köhlerplatten                                                     | Dattenfeld Grube Silberberg, nordwestlich von Dattenfeld                     |              |         | 10.11.1989       | 19              |
|      | Mittelalterl. zweiteilige Wasserburganlage                                    | Windeck südwestl.der Ortsmitte von Altwindeck                                |              |         | 19.06.1991       | 20              |
|      | Abschnittswall                                                                | Rosbach nördlich der Ortslage Hurst                                          |              |         | 19.06.1991       | 21              |
|      | ortsübl. „Grube Jucht“, archäol. Bergbau, Halde, Schacht, Industrieverwüstung | Kohlberg südwestlich von Kohlberg                                            |              |         | 14.10.1991       | 22              |
|      | ortsübl. „Grube Eisenhardt“, archäol. Bergbau, Zeckenwüstung, Pingenfeld      | Kohlberg ca. 600 m westlich von Kohlberg                                     |              |         | 14.10.1991       | 23              |
|      | ortsübl. „Grube Silberhardt“, archäol. Bergbau, Zeckenwüstung, Pingenfeld     | Kohlberg nordwestlich von Kohlberg                                           |              |         | 14.10.1991       | 24              |
|      | Mittelalterl. Burganlage Haus Broich                                          | Windeck südwestlich d. Ortsmitte v. Altwindeck                               |              |         | 09.06.1994       | 25              |
|      | Synagoge                                                                      | Rosbach                                                                      |              |         | 14.07.1994       | 26              |
|      | Pulvermühle                                                                   | Windeck nördlich des Ortes Dattenfeld                                        |              |         | 02.08.2000       | 27              |
|      | Bergbaugebiet, Pingenfeld, Grube Hamberg                                      | Geilhausen Opperzau                                                          |              |         | 17.01.2007       | 28              |
|      | Bergbaugebiet, Pingenfeld, Stollenmundloch                                    | Geilhausen Opperzau                                                          |              |         | 17.01.2007       | 29              |
|      | Bergbaugebiet, Pingenfeld, Stollenmundloch, Grube Adamsberg                   | Geilhausen Opperzau                                                          |              |         | 17.01.2007       | 30              |
|      | Mühlenwehr in der Sieg zwischen Herchen und Röcklingen                        | Herchen Röcklingen-Herchen                                                   |              |         | 24.04.2006       | 31              |
|      | Dorfwüstung „Kölschbach“                                                      | Windeck nahe d. Ortslagen Hahnenbach/Ommeroth                                |              |         | 19.05.2016       | 32              |